# Gaither Vocal Band
The Gaither Vocal Band (ou simplesmente Gaither Vocal Band) é um grupo musical vocal norte-americano de música gospel, em contínua atividade desde 1981. Desde seu primeiro álbum, o grupo trabalhou sempre como quarteto masculino (baixo, barítono, segundo tenor e primeiro tenor), porém desde o início de 2009, o grupo passou a contar com mais uma voz (outro primeiro tenor), passando a ser então um quinteto. O grupo, comumente referido pelo acrônimo GVB, é formado atualmente pelos cantores: Bill Gaither, Adam Crabb, Todd Suttles, Wes Hampton e Reggie Smith.

## Carreira
Bill Gaither é um cantor e compositor de longa tradição na música gospel americana. Por muitos anos, gravou diversos álbuns solos, além de muitos outros com grupos como The Gaithers e The Bill Gaither Trio, composto por seus parentes. Bill costuma afirmar com frequência que o Gaither Vocal Band foi formado em 1981. Na verdade, ele foi criado um ano antes, no afã do momento antes de uma apresentação do Gaither Trio, com a música "First Day in Heaven". A formação original era composta por Bill Gaither, Gary McSpadden (na época, componente do Gaither Trio), Steve Green e Lee Young (na época, backing vocals do Gaither Trio). 

### Primeiros anos
Em 1981, foi lançado o primeiro álbum do quarteto homônimo ("The New Gaither Vocal Band"). O nome "Vocal Band" foi sugerido por Steve Green, prevendo a possibilidade de ter seu número de componentes variados, diferentemente do Bill Gaither Trio. Um ano depois, Lee Young deixou o quarteto, e Jon Mohr ocupou seu lugar como baixo. Com esta formação, foi gravado o álbum "Passin' the Faith Along". Logo após, Steve Green também deixou o quarteto e o primeiro tenor Larnelle Harris o substituiu. O grupo gravou o álbum "New Point of View" pouco antes da saída de Jon Mohr.
O grupo então passou por uma reformulação em 1985, após perceberem a mudança gradual do repertório para músicas com tons mais altos. Bill Gaither deixou seu lugar como barítono e passou a fazer o papel de baixo (embora não fosse denominado desta maneira à época). Gary McSpadden assumiu o papel anterior de Bill como barítono e em seu lugar foi chamado o segundo tenor Michael English. A esta altura o New Gaither Vocal Band era realmente um novo grupo, bem distinto do original. Ironicamente, neste tempo o termo New (do inglês, "novo") foi retirado, e o quarteto passou a ser conhecido apenas como "Gaither Vocal Band". 
Esta formação lançou o álbum "One X 1" em 1986, que seguiu novas tendências, embora o New Point of View já possuísse características mais contemporâneas que seus predecessores. Larnelle deixou o grupo e foi substituído por Lemuel Miller (que não chegou a gravar um álbum com o quarteto). Logo após, no lugar deste foi chamado Jim Murray. Esta formação gravou o álbum, "Wings", que fora considerado um verdadeiro fracasso, antes de Gary McSpadden abandonar o grupo, em 1988, para dedicar-se à carreira solo. O comediante e cantor Mark Lowry foi então convidado para o substituir. Embora Mark admitisse não ter características inatas nem a experiência de um cantor de quarteto (tendo dificuldades até em trabalhar as harmonias nos ensaios) encaixou-se bem às características do GVB, e rapidamente sua voz adaptou-se a seu papel no grupo. Em 1990, gravaram o álbum "A Few Good Men", que corrigiu as falhas de seu antecessor.

### Década de 1990
Em 1991, um novo álbum, chamado "Homecoming" foi produzido com a possibilidade de ser o álbum final do Gaither Vocal Band. Porém os fãs do southern gospel receberam o projeto com grande entusiasmo, incentivando-os a prosseguir. Nos anos seguintes, os álbuns ""Peace Of The Rock" e "Southern Classics" mantiveram o sucesso do grupo junto à base de fãs cada vez maior que se solidificava. Neste último álbum, Terry Franklin participa da gravação no lugar de Jim Murray, que a esta altura havia deixado o GVB.
Logo após, em 1994, Michael English decide concentrar-se em sua carreira solo que deslanchava. Buddy Mullins concorda em ocupar a vaga deixada enquanto pudesse continuar contribuindo concomitantemente com o grupo de sua família (Mullins & Co., depois renomeado para Sunday Drive), chegando a gravar o álbum "Testify", planejado inicialmente para ter a participação de English. No mesmo ano, Terry Franklin deixou o GVB e foi substituído por Jonathan Pierce. Em 1995 Guy Penrod se junta ao grupo, assim Mullins volta a se concentrar em seu ministério familiar. A nova formação grava os álbuns "Southern Classics: Volume II", e dois anos depois, "Back Home in Indiana".

### Popularidade solidificada
No ano de 1997, logo após o lançamento do álbum "Lovin´God & Lovin´Each Other" Bill Gaither coloca David Phelps como primeiro tenor, após a saída de Pierce. O quarteto formado por David Phelps, Guy Penrod, Mark Lowry e Bill Gaither, que durou até 2001, lançou os álbuns "Still The Greates Story Ever Told", "God is Good" e "I Do Believe", um dos preferidos dos fãs. Mark Lowry então decide se dedicar a sua carreira solo como cantor/comediante e Russ Taff assumiu o posto de barítono, permanecendo até Janeiro de 2004, quando em seu lugar entrou Marshall Hall. Um ano depois, Em Junho de 2005 Wes Hampton substituiu Phelps, que também se dedicou à sua carreira solo. Essa formação gravou três álbuns, "Give It Away", também um dos preferidos dos fãs, "Lovin' Life" e "Gaither Vocal Band Christmas Style", o primeiro em 2006 e os dois últimos em 2008.

### Reunião
Em julho de 2008, foi gravado um DVD duplo nos estúdios do Gaither Vocal Band reunindo todos os membros e ex-membros do GVB (com exceção de Lemuel Miller, Terry Franklin e Jonathan Pierce), sendo lançado em janeiro de 2009. Os álbuns derivados do DVD alcançaram o topo das paradas cristãs norte-americanas em fevereiro de 2009.
Em outubro de 2008, Guy Penrod anunciou que em breve deixaria o quarteto, tendo sido substituído nas apresentações por Jason Crabb, Reggie Smith, Mark Lowry e David Phelps durante algum tempo.

### O quinteto
Em Janeiro de 2009, Guy Penrod e Marshall Hall saíram do grupo. Então houve uma nova reformulação (do até então quarteto) para a formação de 2009: Bill Gaither, Mark Lowry, Michael English, David Phelps e Wes Hampton. Assim, o Gaither Vocal Band tornou-se um quinteto pela primeira vez em sua história. Até abril de 2009, mesmo após algumas apresentações iniciais, não se percebia uma divisão clara de naipes no grupo (com frequência, os tenores intercalam suas vozes de acordo com a música). O primeiro álbum desta versão de cinco membros foi "Reunited", lançado em setembro de 2009. Foi também o primeiro álbum da banda vocal a apresentar apenas músicas escritas por Bill e Gloria Gaither. Em Janeiro de 2010, lançaram os dois DVDs referentes ao CD novo, intitulados "Better Day" e "Reunited". Em agosto de 2010, eles lançaram o tão aguardado álbum chamado "Greatly Blessed" , seguido por "I Am A Promise" , um álbum infantil, lançado em agosto de 2011, Seguido pelo álbum "Pure & Simples", lançado em setembro de 2012. Seu último album foi o "Hymns", lançado em Março de 2014.
Em Outubro de 2013, foi anunciado que Michael English e Mark Lowry deixariam o grupo para se dedicarem mais tempo às carreiras solo. A saída de Michael English foi imediata, enquanto Mark Lowry permaneceu até o final do ano. Michael English foi substituído nas útimas apresentações de 2013 por Adam Crabb, Reggie Smith e outros.
No dia 10 de janeiro de 2014, foi anunciado que Adam Crabb (do The Crabb Family ) se juntaria ao grupo como (2° tenor / barítono) e um mês depois, Todd Suttles se juntou ao grupo como (barítono / baixo respectivamente), e Bill Gaither cantando barítono e baixo (E Cantando Poucas Vezes Do Que Antes, Devido Sua Idade), A partir dessa formação, Cada um dos Componentes do Grupo Passaram a Cantar Dois Naipes de Vozes. Ainda em 2014, o quinteto passou a viajar com convidados especiais: Charlotte Ritchie e Gene McDonald (cantores do Gaither Homecoming) como artistas de apoio ao grupo. Após sua formação, o novo quinteto lançaria um álbum de edição limitada, The New Edition, que só poderia ser adquirido em shows. Em outubro do mesmo ano, lançaram o CD "Sometimes It Takes a Mountain" com algumas regravações e que caiu no gosto do público. Em Março de 2015, lançaram os dois DVDs referentes ao CD novo, intitulados "Happy Rhythm" e "Sometimes It Takes a Mountain". Em Agosto de 2016, lançaram o CD "Better Together". 
Em Março de 2017, após muitos anos com o grupo, David Phelps anunciou que deixaria o grupo novamente em 1° de Abril de 2017, e em seu lugar entra Reggie Smith como 1° tenor / 2° Tenor e Barítono. Em Outubro do mesmo ano, lançaram seu primeiro CD e DVD "We Have This Moment" e passaram a gravar clipes de Natal e DVDs no Gaither Studios. 
Em outubro de 2018, houve outra reunião da Gaither Vocal Band. Foi um show de dois dias, gravado ao vivo. (Exceto Steve Green, Terry Franklin, Lemuel Miller e Jonathan Pierce) , todos os membros antigos e atuais que estiveram na primeira reunião se apresentaram.
Em Julho de 2019, lançaram seu segundo CD e DVD, intitulado "Good Things Take Time".
Em 15 de abril de 2020, o membro original Gary McSpadden morreu aos 77 anos de câncer no pâncreas e, em 9 de maio, Jonathan Pierce morreu aos 52 anos enquanto se recuperava de uma cirurgia
Em 2020, O Gaither Vocal Band Gravou Clipes em Versão Virtual como "There's Something About That Name", "Because He Lives", "Gentle Shepherd", "Build An Ark" e " Oh Love That Will Not Let Me Go". Ainda Em Outubro de 2020, gravaram o CD e DVD "That's Gospel Brother" e Lançado em Março de 2021. 
Em Maio de 2021, após 1 ano em isolamento (devido a Pandemia), o Gaither Vocal Band Voltou a Realizar Concertos, com participações especiais de Gene McDonald, Ladye Love Smith e Kevin Williams. 
Em outubro de 2021, houve outra reunião da Gaither Vocal Band. Foi também um show de dois dias, gravado ao vivo. (Exceto Steve Green, Terry Franklin, Lemuel Miller, Larnelle Harris, Lee Young e Guy Penrod). O Evento também teve participações de Jason Crabb, Shane McConnell, The Both Brothers e Andy Andrews (Como Palestrante), todos os outros membros antigos vivos e atuais que estiveram na reunião de 2018 se apresentaram.
No Mesmo Mês, após 13 anos, o quinteto lançou seu terceiro Album de Natal, intitulado "All Heaven And Nature Sing"
Em 2022, lançaram o CD e DVD "Let's Just Praise The Lord" (Com Reprise de 6 músicas de CD Anteriores).
Em Fevereiro de 2023, lançaram o EP "Love Songs" e em Agosto de 2023, lançaram o CD e DVD "Shine (The Darker The Night, The Brighter The Light).

## Sucesso
Durante os anos 1990 e os primeiros anos do século XXI, o Gaither Vocal Band trabalhou a arte de misturar clássicos do  southern gospel com o country gospel e o inspirational. Isto deu a eles uma base fiel de fãs, ultrapassando os domínios de seu público-alvo comum. 
Apesar da imensa popularidade do GVB (em grande parte devido às inúmeras participações nos vídeos da série "Homecoming Friends", ao lado de grandes expoentes da música gospel norte-americana) e de um repertório extenso de músicas bastante conhecidas dos ouvintes de música gospel, o grupo raramente conseguiu alcançar grandes posições nas paradas musicais tradicionais dos Estados Unidos.
Grande parte de seu repertório é composto por composições do próprio Bill Gaither e sua mulher Gloria Gaither, além de sua filha Suzanne Jennings, embora cantem rotineiramente antigos hinos e outros clássicos do meio gospel.
Algumas das canções mais conhecidas e aclamadas do Gaither Vocal Band são: "When We All Get Together With The Lord", "Hide Thou Me", "Low Down The Chariot", "I Heard It First On The Radio", "Second Fiddle", "There Is A River", "A Few Good Men", "He Touched Me", "Good, Good News", "Alpha And Omega", "Can't Stop Talkin' About Him", "The Love of God", "Daystar", "My Lord And I", "The Baptism Of Jesse Taylor", "Knowing You'll Be There", "Lord, Feed Your Children", "I Believe In A Hill Called Mount Calvary", "Loving God, Loving Each Other", "The King Is Coming", "I'll Worship Only At The Feet Of Jesus", "O Love That Wilt Not Let Me Go", "At The Cross", "A Picture Of Grace", "He Will Carry You", "I Bowed On My Knees", "John The Revelator", "Yes, I Know", "Let Freedom Ring", "Oh, What A Time", "Sinner Saved By Grace", "Mary, Did You Know?", "Journey To The Sky", "Satisfied", "Passin' The Faith Along", "Home", "These Are They", "Jesus On The Mainline", "Build An Ark", "I'll Tell It Wherever I Go", entre tantas outras.

## Homecoming Tour Brazil 2011
A primeira turnê no Brasil ocorreu em 2011, iniciando em Campo Grande no dia 30 de março, em Cachoeira no dia 31, e finalizando em São Paulo no dia 1 de abril. A apresentação final aconteceria em Maringá porém, devido a atrasos e problemas no traslado, foi cancelada. Wes Hampton afirmou em seu blog que este foi o primeiro cancelamento de uma apresentação de Bill Gaither em 48 anos de carreira.

### Prêmios
O GVB foi agraciado com inúmeras premiações dos mais diversos representantes da música em todo o mundo. Dentre os que mais se destacam estão dois Grammys e 16 prêmios da Gospel Music Association.

#### Grammy Awards
Dois prêmios na Categoria Melhor Álbum de Southern Gospel:
- 1991 - Homecoming
- 2008 - Lovin' Life

#### GMA Dove Awards
Oito prêmios de "Álbum do Ano" e sete prêmios de "Canção do Ano", na categoria Southern Gospel:
Álbum do Ano
- 1992 - Homecoming
- 1994 - Southern Classics
- 1999 - Still The Greatest Story Ever Told
- 2000 - God Is Good
- 2001 - I Do Believe
- 2007 - Give It Away
- 2009 - Lovin' Life'
- 2010 - Reunited[7]
- 2011 - Greatly Blessed

Canção do Ano
- 1994 - Satisfied
- 1995 - I Bowed On My Knees
- 1999 - I Believe In A Hill Called Mount Calvary
- 2001 - God Is Good All The Time
- 2002 - He's Watching Me
- 2007 - Give It Away
- 2011 - Better Day

## Membros atuais e ex-membros
Cantores de todas as formações do Gaither Vocal Band:
1ª formação (1980-1982)
- 1º tenor: Steve Green
- 2º tenor: Gary McSpadden
- Barítono: Bill Gaither
- Baixo: Lee Young

2ª formação (1982-1983)
- 1º tenor: Steve Green
- 2º tenor: Gary McSpadden
- Barítono: Bill Gaither
- Baixo: Jon Mohr

3ª formação (1983-1985)
- 1º tenor: Larnelle Harris
- 2º tenor: Gary McSpadden
- Barítono: Bill Gaither
- Baixo: Jon Mohr

4ª formação (1985-1987)
- 1º tenor: Larnelle Harris
- 2º tenor: Michael English
- Barítono: Gary McSpadden
- Baixo: Bill Gaither

5ª formação (somente em 1987)
- 1º tenor: Lemuel Miller
- 2º tenor: Michael English
- Barítono: Gary McSpadden
- Baixo: Bill Gaither

6ª formação (1987-1988)
- 1º tenor: Jim Murray
- 2º tenor: Michael English
- Barítono: Gary McSpadden
- Baixo: Bill Gaither

7ª formação (1988-1992)
- 1º Tenor: Jim Murray
- 2º Tenor: Michael English
- Barítono: Mark Lowry
- Baixo: Bill Gaither

8ª formação (1992-1994)
- 1º tenor: Terry Franklin
- 2º tenor: Michael English
- Barítono: Mark Lowry
- Baixo: Bill Gaither

9ª formação (1994-1995)
- 1º tenor: Jonathan Pierce
- 2º tenor: Buddy Mullins
- Barítono: Mark Lowry
- Baixo: Bill Gaither

10ª formação (1995-1997)
- 1º tenor: Jonathan Pierce
- 2º tenor: Guy Penrod
- Barítono: Mark Lowry
- Baixo: Bill Gaither

11ª formação (1997- junho de 2001)
- 1º tenor: David Phelps
- 2º tenor: Guy Penrod
- Barítono: Mark Lowry
- Baixo: Bill Gaither

12ª formação (junho de 2001-janeiro de 2004)
- 1º tenor: David Phelps
- 2º tenor: Guy Penrod
- Barítono: Russ Taff
- Baixo: Bill Gaither

13ª formação (janeiro de 2004-junho de 2005)
- 1º tenor: David Phelps
- 2º tenor: Guy Penrod
- Barítono: Marshall Hall
- Baixo: Bill Gaither

14ª formação (julho de 2005-outubro de 2008)
- 1º tenor: Wes Hampton
- 2º tenor: Guy Penrod
- Barítono: Marshall Hall
- Baixo: Bill Gaither

Formação temporária (somente em novembro de 2008)
- 1º tenor: Wes Hampton
- 2º tenor: Jason Crabb
- Barítono: Marshal Hall
- Baixo: Bill Gaither

15ª formação (janeiro de 2009-outubro de 2013)
- 1º tenor / 2° tenor: David Phelps
- 1º tenor / 2° tenor: Wes Hampton
- 2º tenor: Michael English
- Barítono: Mark Lowry
- Baixo: Bill Gaither

16ª formação (fevereiro de 2014-março de 2017)
- 1º tenor / 2° tenor: David Phelps
- 1º tenor / 2° tenor: Wes Hampton
- 2º tenor / barítono: Adam Crabb
- Barítono / baixo: Todd Suttles
- Baixo: Bill Gaither

17ª Formação (abril de 2017-atualmente)
- 1º tenor / 2° tenor: Reggie Smith
- 1º tenor / 2° tenor: Wes Hampton
- 2º tenor / barítono: Adam Crabb
- Barítono / baixo: Todd Suttles
- Baixo: Bill Gaither

## Discografia

### Álbuns de estúdio
| Álbum                                                | Ano  | Componentes                                                          | Gravadora           |
| ---------------------------------------------------- | ---- | -------------------------------------------------------------------- | ------------------- |
| The New Gaither Vocal Band                           | 1981 | Bill Gaither, Steve Green, Gary McSpadden, Lee Young                 | Dayspring           |
| Passin' The Faith Along                              | 1983 | Bill Gaither, Steve Green, Gary McSpadden, Jon Mohr                  | Dayspring           |
| New Point of View                                    | 1984 | Bill Gaither, Gary McSpadden, Jon Mohr, Larnelle Harris              | Dayspring           |
| One X 1                                              | 1986 | Bill Gaither, Gary McSpadden, Larnelle Harris, Michael English       | Word Nashville      |
| Wings                                                | 1988 | Bill Gaither, Gary McSpadden, Michael English, Jim Murray            | Star Song           |
| A Few Good Men                                       | 1990 | Bill Gaither, Michael English, Jim Murray, Mark Lowry                | Star Song           |
| Homecoming                                           | 1991 | Bill Gaither, Michael English, Jim Murray, Mark Lowry                | Star Song           |
| Peace of the Rock                                    | 1993 | Bill Gaither, Michael English, Mark Lowry, Terry Franklin            | Star Song           |
| Southern Classics                                    | 1993 | Bill Gaither, Michael English, Mark Lowry, Terry Franklin            | Benson              |
| Testify                                              | 1995 | Bill Gaither, Mark Lowry, Buddy Mullins, Jonathan Pierce             | Chapel              |
| Southern Classics: Volume II                         | 1995 | Bill Gaither, Mark Lowry, Jonathan Pierce, Guy Penrod                | Chapel              |
| Lovin' God & Lovin' Each Other                       | 1997 | Bill Gaither, Mark Lowry, Jonathan Pierce, Guy Penrod                | Spring Hill         |
| God is Good                                          | 1999 | Bill Gaither, Mark Lowry, Guy Penrod, David Phelps                   | Spring Hill         |
| I Do Believe                                         | 2000 | Bill Gaither, Mark Lowry, Guy Penrod, David Phelps                   | Spring Hill         |
| Everything Good                                      | 2002 | Bill Gaither, Guy Penrod, David Phelps, Russ Taff                    | Spring House        |
| A Cappella                                           | 2003 | Bill Gaither, Guy Penrod, David Phelps, Russ Taff                    | Gaither Music Group |
| Give it Away                                         | 2006 | Bill Gaither, Guy Penrod, Marshall Hall, Wes Hampton                 | Gaither Music Group |
| Lovin' Life                                          | 2008 | Bill Gaither, Guy Penrod, Marshall Hall, Wes Hampton                 | Gaither Music Group |
| Reunion Vol. 1                                       | 2009 | Ex-componentes                                                       | '                   |
| Reunion Vol. 2                                       | 2009 | Ex-componentes                                                       | '                   |
| Better Day                                           | 2009 | Bill Gaither, Wes Hampton, Michael English, Mark Lowry, David Phelps | Gaither Music Group |
| Reunited                                             | 2009 | Bill Gaither, Wes Hampton, Michael English, Mark Lowry, David Phelps | Gaither Music Group |
| Greatly Blessed                                      | 2010 | Bill Gaither, Wes Hampton, Michael English, Mark Lowry, David Phelps | Gaither Music Group |
| I Am a Promisse                                      | 2011 | Bill Gaither, Wes Hampton, Michael English, Mark Lowry, David Phelps | Gaither Music Group |
| Pure and Simple                                      | 2012 | Bill Gaither, Wes Hampton, Michael English, Mark Lowry, David Phelps | Gaither Music Group |
| Hymns                                                | 2014 | Bill Gaither, Wes Hampton, Michael English, Mark Lowry, David Phelps | Gaither Music Group |
| Sometimes It Takes a Mountain                        | 2014 | Bill Gaither, Todd Suttles, Adam Crabb, Wes Hampton, David Phelps    | Gaither Music Group |
| Better Together                                      | 2016 | Bill Gaither, Todd Suttles, Adam Crabb, Wes Hampton, David Phelps    | Gaither Music Group |
| We Have This Moment                                  | 2017 | Bill Gaither, Todd Suttles, Adam Crabb, Wes Hampton, Reggie Smith    | Gaither Music Group |
| Good Things Take Time                                | 2019 | Bill Gaither, Todd Suttles, Adam Crabb, Wes Hampton, Reggie Smith    | Gaither Music Group |
| Reunion Live                                         | 2019 | Ex-componentes                                                       | Gaither Music Group |
| Reunited Live                                        | 2020 | Ex-componentes                                                       | Gaither Music Group |
| That's Gospel Brother                                | 2021 | Bill Gaither, Todd Suttles, Adam Crabb, Wes Hampton, Reggie Smith    | Gaither Music Group |
| Let's Just Praise The Lord                           | 2022 | Bill Gaither, Todd Suttles, Adam Crabb, Wes Hampton, Reggie Smith    | Gaither Music Group |
| Love Songs                                           | 2023 | Bill Gaither, Todd Suttles, Adam Crabb, Wes Hampton, Reggie Smith    | Gaither Music Group |
| Shine (The Darker The Night, The Brighter The Light) | 2023 | Bill Gaither, Todd Suttles, Adam Crabb, Wes Hampton, Reggie Smith    | Gaither Music Group |

### Álbuns de Natal
| Álbum                              | Ano  | Componentes                                                       |                     |
| ---------------------------------- | ---- | ----------------------------------------------------------------- | ------------------- |
| Still The Greates Story Ever Told  | 1998 | Bill Gaither, Guy Penrod, Mark Lowry, David Phelps                |                     |
| Gaither Vocal Band Christmas Style | 2009 | Bill Gaither, Guy Penrod, Marshall Hall, Wes Hampton              |                     |
| All Heaven And Nature Sing         | 2021 | Bill Gaither, Todd Suttles, Adam Crabb, Wes Hampton, Reggie Smith | Gaither Music Group |

### Compilações
- The Best from the Beginning (1989) - Word
- Can't Stop Talkin' About Him (1995)
- King is Coming (1994) - Benson
- Classic Moments from the Gaither Vocal Band - Volume 1 (1999) - Benson
- Classic Moments from the Gaither Vocal Band - Volume 2 (1999) - Benson
- Best of the Gaither Vocal Band (2004) - Gaither Music Group
- Gaither Vocal Band (2012) - Gaither Music Group
- Icon (2013) - Gaither Music Group
- Christmas Collection (2015) - Gaither Music Group
- Groovin' With The GVB (2016) - Gaither Music Group
- The Ultimate Playlist (2016) - Gaither Music Group
- The Ultimate Playlist (2018) - Gaither Music Group
- Special Anniversary Collection (2018) - Gaither Music Group

### Gravações ao vivo
- Back Home In Indiana (1997)
- Together - with The Gaither Vocal Band and Ernie Haase & Signature Sound (2007)
- Reunion Volume 1 (2009)
- Reunion Volume 1 (2009)
- Reunited (2010)
- Better Day (2010)
- Pure and Simple Vol. 1 (2013)
- Pure and Simple Vol. 2 (2013)
- Sometimes It Takes a Mountain (2015)
- Happy Rhythm (2015)
- Reunion Live (2019)
- Reunited Live (2020)